# Franz Phoebus

Ländereien des Hauses Foix (1477):
- Grafschaft Foix (1589)
- Grafschaft Bigorre (1322)
- Vizegrafschaft Béarn (1589)
- Königreich Navarra (1589)
- Andorra (-)
Johann von Foix-Étampes, Onkel von Franz Phoebus:
- Vizegrafschaft Narbonne (1507)

Franz Phoebus (frz. François Phébus oder François-Febus, span. Francisco Febo, * November/Dezember 1466; † 30. Januar 1483 in Pamplona) war König von Navarra von 1479 bis 1483.
Er war der einzige Sohn von Gaston von Foix (* 1444; † 1470), Prinz von Viana (1462–1470), und Madeleine von Frankreich (* 1443; † 1495), der Schwester des französischen Königs Ludwig XI.

Wappen des Franz Phoebus

1472, beim Tod seines Großvaters väterlicherseits, Gaston IV. von Foix, erbte er im Alter von fünf Jahren dessen Titel, nämlich Graf von Foix, Co-Fürst von Andorra, Vizegraf von Béarn, Graf von Bigorre und Pair von Frankreich. 1479, beim Tod seiner Großmutter väterlicherseits, Eleonore von Navarra, erbte er im Alter von zwölf Jahren von ihr die Krone des Königreiches Navarra. Da er noch minderjährig war, stand er in allen Ämtern unter der Regentschaft seiner Mutter.
Seine kurze und umkämpfte Herrschaft endete, als er beim Flötenspiel vergiftet wurde. Er starb unverheiratet und kinderlos. Die Nachfolge trat seine Schwester Katharina an.
| Vorgänger             | Amt                           | Nachfolger |
| --------------------- | ----------------------------- | ---------- |
| Eleonore              | König von Navarra 1479–1483   | Katharina  |
| Gaston IV./XI./I./IV. | Graf von Foix 1472–1483       | Katharina  |
| Gaston IV./XI./I./IV. | Vizegraf von Béarn 1472–1483  | Katharina  |
| Gaston IV./XI./I./IV. | Graf von Bigorre 1472–1483    | Katharina  |
| Gaston IV./XI./I./IV. | Kofürst von Andorra 1472–1483 | Katharina  |

| Personendaten    | Personendaten                    |
| ---------------- | -------------------------------- |
| NAME             | Franz Phoebus                    |
| ALTERNATIVNAMEN  | Franz von Navarra                |
| KURZBESCHREIBUNG | König von Navarra                |
| GEBURTSDATUM     | November 1466 oder Dezember 1466 |
| STERBEDATUM      | 30. Januar 1483                  |
| STERBEORT        | Pamplona                         |